# Brude V
Brude V des Pictes ou Brude mac Uurguist roi des Pictes de 761 à 763.
Frère cadet et successeur de Oengus Ier le roi des Pictes, il accéda au trône vraisemblablement déjà âgé à la mort de son frère.
Les Annales d'Ulster et les Annales de Tigernach mentionnent sa mort en 763 ce qui est parfaitement cohérent avec la Chronique Picte qui lui accorde un règne de 2 ans.

## Sources
- (en) J.M.P Calise Pictish Sourcebook, Document of Medieval Legend and Dark Age History Greenwood Press (Londres 2002)  (ISBN 0-3133-2295-3)
- (en) William Arthur Cumming, The Age of the Picts, Stroud, Sutton Publishing, 1998, 256 p. (ISBN 978-0752449593).
- (en) William Forbes Skene Chronicles Of The Picts, Chronicles Of The Scots, And Other Early Memorials Of Scottish History. H.M General Register House Edinburgh (1867) Reprint par Kessinger Publishings's (2007)  (ISBN 1432551051).